# Wajsnory
Wajsnory (niem. Weischnuren) – wieś w Polsce położona w województwie warmińsko-mazurskim, w powiecie bartoszyckim, w gminie Bartoszyce. W latach 1975–1998 miejscowość administracyjnie należała do województwa olsztyńskiego.
Wieś lokowana w 1429 r. na 23 włókach jako służebny majątek rycerski, z podległą mu wsią Wyasnyren.
W 1935 roku, do tutejszej szkoły uczęszczało 55 uczniów. W szkole zatrudniony był jeden nauczyciel. W 1939 r. we wsi mieszkały 243 osoby.
W 1983 roku w zwartej zabudowie znajdowało się 33 domów z 155 mieszkańcami. W tym czasie we wsi były 34 indywidualne gospodarstwa rolne, uprawiające łącznie 486 ha ziemi i hodujące 347 sztuk bydła (w tym 188 krów), 326 trzody chlewnej, 20 koni i 21 owiec. We wsi ulice miały elektryczne oświetlenie, była filialna szkoła podstawowa, świetlica, klub, punkt biblioteczny, zakład stolarski.